# محسن الخليفي
محسن الخليفي (بالإنجليزية: Mohsen Alkhalifi)‏ هو مقدم يمني ساخر، كاتب، منتج، بدأ مسيرته الإعلامية في أواخر سنة 2012 عبر برنامج صناعة عدنية الذي يعتبر من أوائل برامج اليوتيوب في اليمن. انتقل في 2016 إلى التلفزيون عبر تقديمه لبرنامج جديد على غرار برامج اليوتيوب (شقدفة).  وعرف مؤخرا كمنتج لفيلم عشر أيام قبل الزفة.

## حياته الخاصة
بدأ محسن الخليفي مسيرته في اليوتيوب اثناء دراسته الثانوية في الولايات المتحدة الامريكية، بعد تخرجه من الثانوية العامة التحق في جامعة فيلادلفيا لدراسة صناعة الافلام. حتى العام 2016 وعند بدأ محسن الخليفي عمله بالتلفزيون عبر برنامج (شقدفة) عاد إلى مسقط رأسه عدن ليقدم حلقات اسبوعية تناقش اوضاع المواطنين وتنتقد العادات الخاطئة وتناقش مواضيع سياسية تهم الشارع.

## مسيرته الاعلامية

### صناعة عدنية
بدأ محسن الخليفي تقديم برنامج صناعة عدنية في أواخر عام 2012، وكان آنذاك من أوائل البرامج اليوتيوبية في اليمن، قدم من خلال برنامج صناعة عدنية موسمين ناجحين حققا شهرة واسعة في أوساط المجتمع اليمني وبشكل خاص المجتمع العدني، وآخر محتوى نشره في إطار البرنامج كان إبان حرب 2015 في عدن.

### شقدفة
انتقل محسن الخليفي للعمل في التلفزيون في عام 2016 عبر برنامج شقدفة الذي لقي رواج كبير بين أوساط المجتمع اليمني، وحقق البرنامج نجاح كبير ويعرض بشكل أسبوعي منذ 3 سنوات كل نهاية أسبوع، يناقش البرنامج العادات السيئة والمشاكل المجتمعية والسياسية بطريقة ساخرة عبر ساعة تلفزيونية كاملة يتخللها تقارير منوعة ونزول ميداني ومقاطع كوميدية.

### 10 أيام قبل الزفة
شارك محسن الخليفي المخرج عمرو جمال بإنتاج فيلم عشر أيام قبل الزفة، واستمر عرض الفيلم في صالات العرض في عدن لمدة سنة كاملة، وعرض الفيلم تجاريا في عدة دول خليجية وشارك في مهرجانات سينمائية دولية عدة في دول عديدة وحقق جوائز مختلفة.
قام محسن الخليفي برفقة المخرج عمرو جمال بجولة أكاديمية في عدة جامعات أمريكية عريقة وأقاموا ندوات مع طلاب أقسام الأفلام لمناقشة فيلم عشر أيام قبل الزفة وظروف إنتاجه، وتلك الجامعات هي: جامعة هارفرد، جامعة يال، جامعة بنسلفانيا، جامعة جورج تاون، جامعة فيرجينيا.

## جوائز
حقق محسن الخليفي برفقة المخرج عمرو جمال وفريقه جوائز سينمائية عن فيلم عشر أيام قبل الزفة وهي: جائزة اختيار لجنة التحكيم في مهرجان أسوان (مصر)، جائزة اختيار الجمهور في مهرجان سان دييغو للفيلم العربي (أمريكا)، جائزة أفضل أزياء في مهرجان جايبور للأفلام (الهند)، جائزة أفضل ميك اب في مهرجان جايبور للأفلام (الهند)، جائزة اختيار الجمهور في مهرجان عمٌان للفيلم العربي (الأردن).

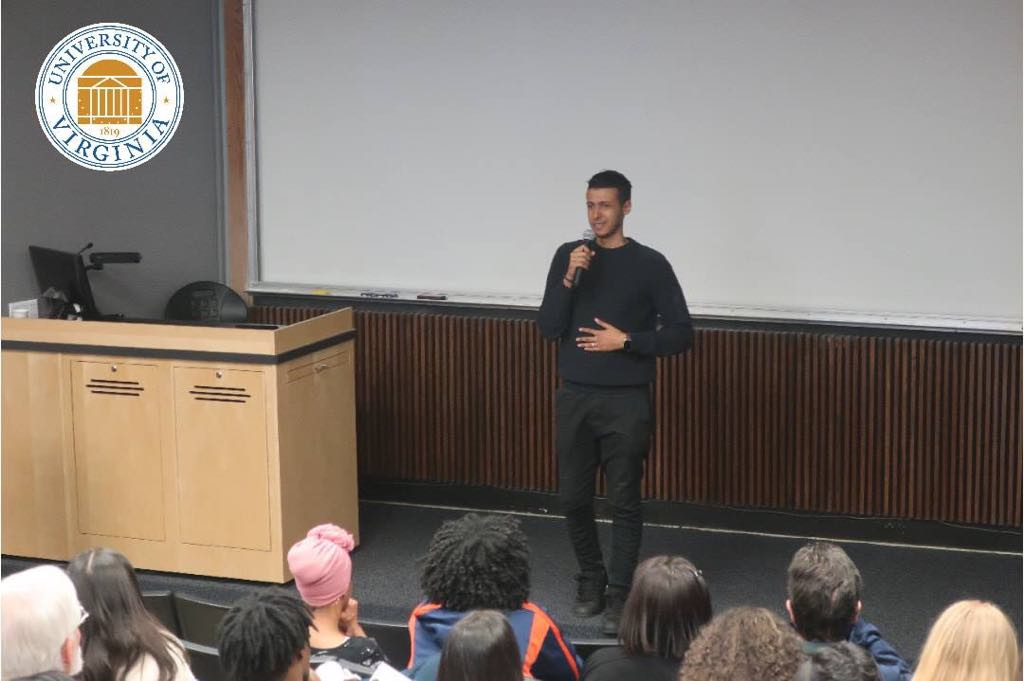
محسن الخليفي في ندوة خاصة عن فيلم 10 أيام قبل الزفة في جامعة فيرجينيا، الولايات المتحدة الامريكية

## وصلات خارجية
- صفحة محسن الخليفي على موقع IMDB

صفحة محسن الخليفي على موقع elCinma.com
قناة برنامج صناعة عدنية على اليوتيوب
محسن الخليفي في قناة الغد المشرق
فيديو بدايات محسن الخليفي